# Massimo Giacomini
Massimo Giacomini (Udine, 14 agosto 1939) è un ex calciatore e allenatore di calcio italiano, di ruolo centrocampista.

## Carriera

### Giocatore
Dopo aver giocato nell'Udinese per sette stagioni, chiude la carriera nella stagione 1972-1973.
Oltre che nell'Udinese, Giacomini ha militato nel Genoa, esordendovi il 3 settembre 1961 nella vittoria casalinga sul Hellas Verona per 2-1. Con i liguri vinse il campionato cadetto 1961-1962 e la Coppa dell'Amicizia italo-francese 1963.
Nel 1963 lascia i liguri per militare nella Lazio, tornando in rossoblù la stagione seguente. Nel 1965 passa al Brescia e l'anno seguente al Milan, club con cui vince la Serie A 1967-1968 (disputando un'unica partita) e la Coppa delle Coppe 1967-1968. Nel 1968 passa alla Triestina e, dopo due stagioni con i giuliani ritorna all'Udinese, sodalizio in cui chiude la carriera agonistica.

### Allenatore

Giacomini sulla panchina dell'Udinese nel 1978-1979, portato in trionfo dopo la vittoria del torneo cadetto e la promozione in Serie A.

Nel 1973-1974 guida l'Udinese in Serie C con la collaborazione di Sergio Manente, portandola al secondo posto. Nella stagione 1974-1975 guida in Serie D il Treviso vincendo il campionato e centrando la promozione in Serie C. Nella stagione successiva guida la Salernitana, venendo esonerato dopo dieci partite.
Dopo aver ottenuto il patentino di allenatore al supercorso, Giacomini ritorna alla squadra friulana del presidente Teofilo Sanson nella stagione 1977-1978, portandola in due anni dalla C alla Serie A, e conquistando inoltre il Torneo Anglo-Italiano interleghe e la Coppa Italia di Serie C.
Passa poi al Milan e nel 1980-1981 ottiene con i rossoneri un'immediata promozione in Serie A con una giornata d'anticipo; è costretto, però, a lasciare la panchina a Italo Galbiati prima dell'ultimo match di campionato per contrasti con la dirigenza meneghina. Allenerà successivamente il Torino, il Napoli, la Triestina, il Perugia, il Venezia.
Nella stagione 1987-1988 viene chiamato dal presidente Pozzo alla guida dell'Udinese, venendo esonerato dopo appena cinque giornate. In seguito ha allenato il Brescia, ancora la Triestina e il Cagliari (per sei giornate all'inizio della Serie A 1991-1992).
Dopo alcuni anni di inattività, nel gennaio 1996 torna in panchina per guidare la Pro Gorizia, formazione di Serie D, portandola alla salvezza. Nella stagione successiva si dimette quasi subito dopo il negativo avvio in campionato e l'eliminazione dalla Coppa Italia di categoria, ponendo fine alla carriera di allenatore.

### Dirigente
Il 28 agosto 2007 è diventato responsabile del settore giovanile e scolastico della FIGC, dopo le dimissioni di Luigi Agnolin; mantiene questo incarico fino al 2010, quando viene sostituito da Gianni Rivera.

### Altre attività
Ha commentato le partite del campionato mondiale di calcio 1986 per Telemontecarlo, nonché alcune sfide dell'Udinese per Telefriuli, canale nel quale è ospite come commentatore per la trasmissione "bianconero" del lunedì sera che analizza le partite dell'Udinese. Ha inoltre pubblicato un libro dove racconta le sue esperienze sulla panchina friulana.
Il Genoa lo ha inserito nella sua Hall of Fame.

## Palmarès

### Giocatore

#### Club

##### Competizioni nazionali
- Campionato italiano di Serie B: 1

Genoa: 1961-1962
- Campionato italiano: 1

Milan: 1967-1968

##### Competizioni internazionali
- Coppa delle Alpi: 1

Genoa: 1962
- Coppa dell'Amicizia: 1

Genoa: 1963
- Coppa delle Coppe: 1

Milan: 1967-1968

### Allenatore

#### Competizioni nazionali
- Campionato italiano Serie D: 1

Treviso: 1974-1975
- Serie C: 1

Udinese: 1977-1978
- Coppa Italia Semiprofessionisti: 1

Udinese: 1977-1978
- Campionato italiano di Serie B: 1

Udinese: 1978-1979

#### Competizioni internazionali
- Coppa Anglo-Italiana: 1

Udinese: 1978